# Etlingera amomoides
Etlingera amomoides är en enhjärtbladig växtart som beskrevs av Axel Dalberg Poulsen och John Donald Mood. Etlingera amomoides ingår i släktet Etlingera och familjen Zingiberaceae. Inga underarter finns listade i Catalogue of Life.